# Leonard Joseph Lancelot Addison
Leonard Joseph Lancelot Addison, britanski general, * 27. september 1902, Woolwich, London, † 30. maj 1975, Chelsea.
Poročil se je leta 1927 z Phyllis Mabel Coombs. Imela sta sina in hčerko.